# Мкртчян, Альберт Мушегович
Альберт Мушегович Мкртчян (арм. Ալբերտ Մուշեղի Մկրտչյան; 27 февраля 1937, Ленинакан, Армянская ССР — 28 февраля 2018, Ереван, Армения) — советский и армянский режиссёр театра и кино, сценарист; народный артист Республики Армения (2003), лауреат Государственной премии Республики Армения (2000) и двух Государственных премий Армянской ССР (1981, 1985). Член КПСС с 1981 года.
Младший брат народного артиста СССР Фрунзика Мкртчяна.

## Биография
- 1960 — окончил актёрское отделение Ереванского художественно-театрального института
- 1971 — окончил режиссёрский факультет ВГИК (мастерская Е. Л. Дзигана)
- С 1971 — режиссёр-постановщик на киностудии «Арменфильм»
- 1995—1999 — режиссёр в театре драмы Гюмри
- Последние годы (с 2000) работал художественным руководителем и главным режиссёром в Театре имени Ф. Мкртчяна.

Преподавал в АГПУ им. Абовяна и столичном институте театра и кино.
Удостоен в 2012 году Специального приза кинопремии «Айак».

### Семья
- Брат — Фрунзик, советский актёр театра и кино.
- Сын — Мгер, сценарист, режиссёр и продюсер.

## Фильмография

### Режиссёр
- 1969 — Фотография (короткометражный)
- 1972 — Памятник (короткометражный)
- 1974 — Твёрдая порода (совм. с Г. Маркаряном)
- 1977 — Каменная долина
- 1979 — Добрая половина жизни
- 1980 — Крупный выигрыш
- 1982 — Песнь прошедших дней
- 1985 — Танго нашего детства
- 1989 — Дыхание
- 2000 — Весёлый автобус
- 2008 — Рассвет на грустной улице

### Сценарист
- 1982 — Песнь прошедших дней
- 1985 — Танго нашего детства
- 1989 — Дыхание
- 2000 — Весёлый автобус

### Актёр
- 1960 — Северная радуга — эпизод
- 1961 — Будни и праздники — Серго Маргелян, радист
- 1972 — Мужчины — Джеймс, брат Ануш